# Kruhlaje (obwód brzeski)
Kruhlaje (biał. Круглае; ros. Круглое) – wieś na Białorusi, w obwodzie brzeskim, w rejonie pińskim, w sielsowiecie Pohost Zahorodzki.